# Sierra de Luera
La sierra de Luera es una sierra de 24 kilómetros de longitud en el sureste del condado de Catrón en Nuevo México en el sudoeste de los Estados Unidos de América. El cordal montañoso se encuentra en el centro-suroeste de las llanuras de San Agustín. La sierra se topa en el noroeste, con la parte norte-sur de la Sierra Diablo en donde se interseca con la divisoria continental de América. 
La divisoria Continental se interseca con las faldas del sur de la sierra de Luera de oeste a este, para luego dirigirse hacia el sur hacia la Sierra Diablo.

## Geografía
La sierra de Luera es un cordal montañoso de 15 millas de forma circular, con el pico de Luera en su parte norte. Una serie de acantilados pequeños sobresalen del pico, formando un cañón y un arroyo en su margen montañoso. La sierra de Luera está rodeada por las llanuras de San Agustín, las cuales tiene una posición lineal hacia el oeste, noroeste y noreste. La carretera interestatal 12 cruza por el flanco norte de estas llanuras.